# The Girl in the Other Room
The Girl in the Other Room – album Diany Krall wydany w roku 2004.
Album w Polsce osiągnął status platynowej płyty.

## Lista utworów
1. „Stop This World”
2. „The Girl in the Other Room”
3. „Temptation”
4. „Almost Blue”
5. „I’ve Changed My Address”
6. „Love Me Like a Man”
7. „I’m Pulling Through”
8. „Black Crow”
9. „Narrow Daylight”
10. „Abandoned Masquerade”
11. „I’m Coming Through”
12. „Departure Bay”